# 1720年代
| 千纪： | 2千纪                                                                                            |
| 世纪： | 17世纪 \| 18世纪 \| 19世纪                                                                       |
| 年代： | 1690年代 \| 1700年代 \| 1710年代 \| 1720年代 \| 1730年代 \| 1740年代 \| 1750年代                 |
| 年份： | 1720年 \| 1721年 \| 1722年 \| 1723年 \| 1724年 \| 1725年 \| 1726年 \| 1727年 \| 1728年 \| 1729年 |

## 大事记
- 古今图书集成印制銅活字排。
- 1720年，清遣四川都統噶弼出打箭爐（康定），振武將軍傅爾丹出西坤，进入西藏击破準噶爾。玄燁封拉藏汗舊臣康濟鼐為「貝子」，鎮前藏。頗羅鼐為「台吉」，鎮後藏。立「平藏碑」於拉薩大昭寺，西藏從此入清朝版圖。
- 1721年，台灣朱一貴起义。
- 1722年，清聖祖驾崩，胤禛即帝位，是為清世宗。
- 1723年，厄魯特蒙古和碩特部羅卜藏丹津攻西寧。胤禛命四川總督年羹堯、提督岳鍾琪抵御。
- 1724年，清世宗著聖諭廣訓，頒行天下。岳鍾琪深入柴達木盆地，羅卜藏丹津奔伊犁投準噶爾部。岳鍾琪窮追至桑駱海（青海省西南角）而止。青海自是入清朝版圖。西藏內亂，前藏噶布倫三人，殺貝子康濟鼐，被後藏台吉頗羅鼐討平。
- 1725年，清世宗赐死大將軍年羹堯。浙江人汪景祺文字狱。
- 1726年，清世宗圈禁允禩、允禟。改允禩名為阿其那（豬），允禟名為塞思黑（狗）。禮部侍郎查嗣庭主考江西「維民所止」文字狱。
- 1727年，清世宗禁錮隆科多。恰克圖界約签订。
- 1729年，湖南靖州曾靜、張熙文字狱，雍正帝颁布大義覺迷錄。廣西舉人陸生楠著通鑑論十七篇，處斬。

## 出生
- 1723年，亞當·史密斯，英國經濟學家、哲學家，被譽為「經濟學之父」。
- 1724年，康德，德國哲學家。
- 1728年，馬修·博爾頓，英國企業家、瓦特的夥伴。

## 逝世
- 1722年，康熙帝，清朝皇帝。
- 1725年，彼得大帝，俄羅斯帝國皇帝。
- 1727年，策妄阿拉布坦，準噶爾汗國大汗。
- 1727年，叶卡捷琳娜一世，俄羅斯帝國女皇。
- 1727年，艾萨克·牛顿，英國科學家。
- 1729年，紐科門，英國技師。